# Plectocolea hyalina
Plectocolea hyalina là một loài Rêu trong họ Jungermanniaceae. Loài này được (Lyell) Mitt. mô tả khoa học đầu tiên..